# Лобызовский, Иван Захарович
Иван Захарович Лобызовский (настоящая фамилия — Соловьёв; 1910—1975) — советский актёр театра и кино.

## Биография
Родился 30 марта 1910 года в Москве в семье Захара Макаровича и Матрены Егоровны Соловьевых.
С 14 лет он начал работать токарем на фабрике «Трёхгорная мануфактура», одновременно учась в школе ФЗУ, которую закончил в 1927 году.
В 1930 году поступил в театральный техникум при Московском ТРАМе, с этого же года начав выходить на сцену этого театра. По окончании техникума в 1934 году продолжил работу в ТРАМе, который с 1938 года стал называться Театром имени Ленинского комсомола.
В 1936 году взял сценический псевдоним — Лобызовский, под которым работал всю дальнейшую творческую жизнь.
В 1964 году уволился из Театра имени Ленинского комсомола и уехал работать в Магаданский областной музыкально-драматический театр имени Горького.
Став пенсионером, вернулся в Москву, где и скончался 28 марта 1975 года. Похоронен на Головинском кладбище. 

## Творчество

### Роли в кино
В кино Лобызовский дебютировал в 1936 году, сыграв Петю «Петака» у Игоря Савченко в фильме «Случайная встреча».
- 1936 — Случайная встреча — Петя «Пятак»
- 1937 — Воздушное приключение — Продавец
- 1939 — Подкидыш — Сергеев, сотрудник группы розыска
- 1939 — Девушка с характером — комсорг фабрики грампластинок
- 1939 — Ночь в сентябре — корреспондент (нет в титрах)
- 1940 — Любимая девушка — Костя Зайцев
- 1945 — Близнецы — начальник милиции
- 1956 — Беспокойная весна — Бородавка
- 1958 — Случай на шахте восемь — продавец
- 1958 — Сорока-воровка — эпизод

### Роли в театре

#### ТРАМ /Театр имени Ленинского комсомола
- 1941 — «Парень из нашего города» К. Симонова (постановщики Иван Берсенев и Владимир Соловьёв) — капитан Севастьянов